# 近亲裸腹蚤
近亲裸腹蚤（学名：Moina affinis）为裸腹蚤科裸腹蚤属的动物。分布于阿拉干萨斯、加利福尼亚、印第安纳、堪萨斯、意大利以及中国大陆的江苏等地，多生活于浅小的有机质丰富的水域中以及也见于水稻田中。